# Obranný sprej na medvědy

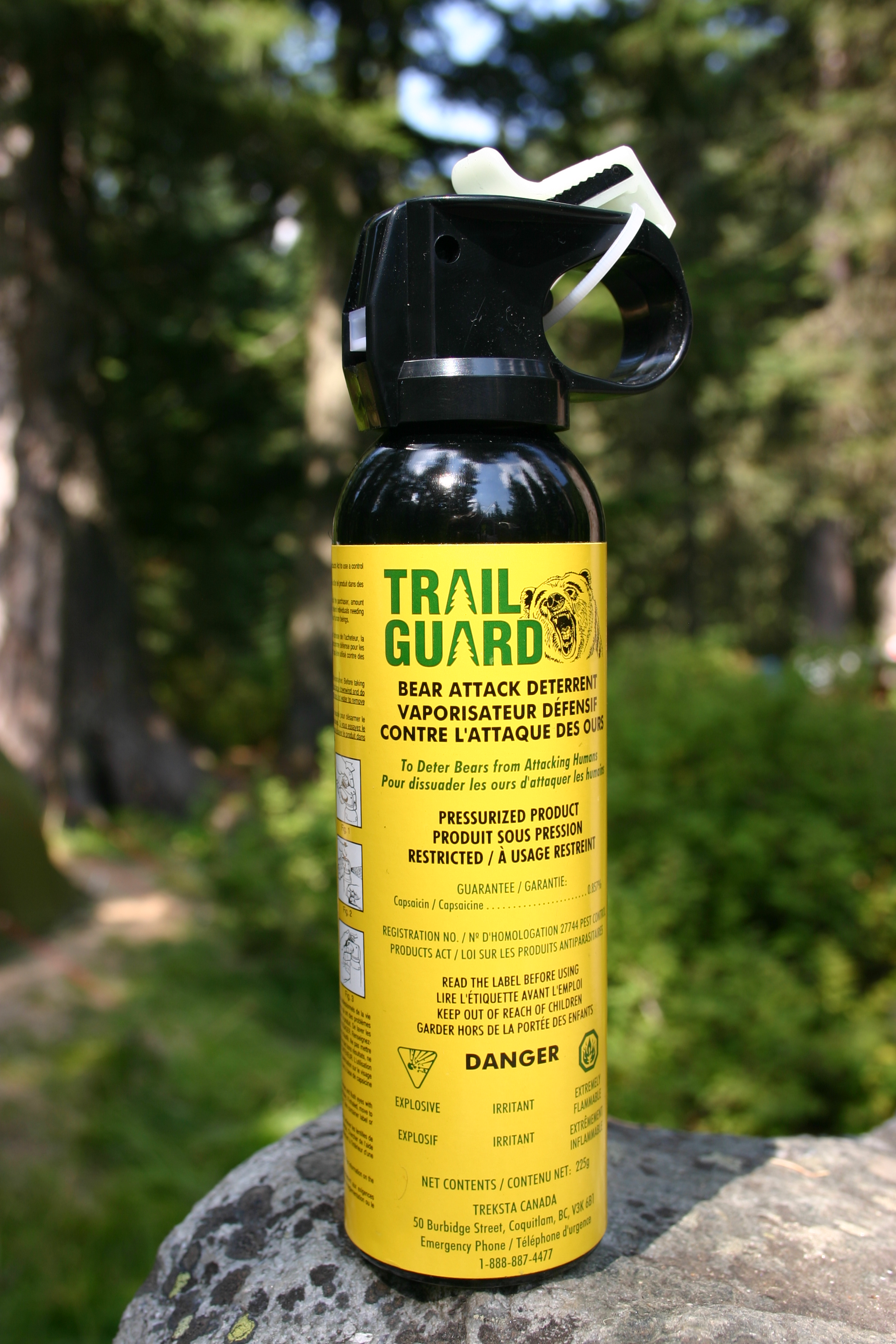
Obranný sprej na medvědy

Obranný sprej na medvědy (případně též pepřový sprej na medvědy) je specifický aerosolový sprej používaný k odstrašení medvěda nebo k potlačení medvědí agrese, jehož účinnou látkou je kapsaicin a příbuzné sloučeniny (kapsaicinoidy). Tyto složky vyvolávají dráždivý a pálivý efekt na kůži, sliznici či očích zvířete. První spreje proti medvědům byly vyvinuty v 80. letech 20. století ve Spojených státech amerických.
Při správném použití je sprej proti medvědům velmi účinným obranným prostředkem. Zaznamenané útoky na lidi na Aljašce v letech 1985 až 2006 ukázaly, že sprej dokázal zastavit agresivního medvěda v 92% případů. Kromě toho až 98 % střetů, při nichž lidé použili sprej, skončilo bez zranění. Podle doporučení mezinárodního výboru odborníků by sprej proti medvědům měl mít nejméně 225 g, obsahovat 1–2 % kapsaicinu (obvykle však obsahuje 2 %), dosah alespoň 7,5 m, při stříkání vytvořit clonu a poskytnout minimálně šestisekundový postřik. V případě potřeby je možné jej použít i na jiné savce, a nejen na šelmy.
Ačkoli je sprej proti medvědům potenciálně velmi účinný, odborníci upozorňují, že nezajišťuje stoprocentní ochranu (i s ohledem na zvolený prostředek, možný stres a nevhodnou manipulaci se sprejem, povětrnostní podmínky apod.). Sprej proti medvědům by měl být pouze poslední možnou záchranou v případě, že i přes preventivní a zodpovědné chování člověka došlo k neočekávanému fyzickému střetu s medvědem. Při pohybu v terénu je stejně důležité mít sprej vždy po ruce, odkud jej lze rychle vytáhnout a může být v případě potřeby okamžitě k dispozici (např. v pouzdře na opasku, ramenním popruhu batohu či v hrudní brašně), nebo ideálně přímo v ruce.
Nesprávné či předčasné použití spreje může v konečném důsledku medvěda naopak přilákat, nebo být v horším případě spouštěčem jeho agrese. Účinkem se míjí obecně ve chvíli, kdy je použitý preventivně – např. aplikuje-li se na objekty (oblečení, stan apod.) v domnění, že funguje jako repelent, nebo použije-li se ve chvíli, kdy je medvěd vzdálený a nebo když neuskutečnil výpad na člověka a nejde o bezprostřední hrozbu.

## Rozdíl mezi sprejem na medvědy a běžným pepřovým sprejem
Oproti běžnému pepřovému spreji má sprej na medvědy obvykle větší kapacitu, dosah a obsahuje větší množství kapsaicinu (zpravidla 2 %, pepřový sprej obvykle jen 1,33 %).